# René Pleven
René Pleven, född 15 april 1901, död 13 januari 1993, var en fransk politiker och regeringschef. Han företrädde centerpartiet Union démocratique et socialiste de la Résistance (UDSR) som var föregångare till dagens socialistparti (PS). 

## Biografi
Pleven var under andra världskriget en av Charles de Gaulles ministrar i London respektive Alger. Han var en av landets mest framträdande politiker under fjärde republiken och var depurterad 1945-1973. Han ingick i flera regeringar och var finansminister 1944-1946, försvarsminister 1949-1950, konseljpresident (regeringschef) 1950-1952 med ett kort avbrott 1951, försvarsminister 1952-1954, utrikesminister 1958 och justitieminister 1969-1973. 
Han är känd för sitt förslag, den så kallade Plevenplanen från 1950, om att inrätta en Europeisk försvarsgemenskap och en övernationell europaarmé. Ett traktatförslag undertecknades av Frankrike, Italien, Västtyskland, Nederländerna, Belgien och Luxemburg 1952. Idén skrotades dock efter att Nationalförsamlingen och gaullisterna avvisat förslaget 1954. Istället bildades Västeuropeiska unionen som var ett mindre långtgående förslag i avseende på integrering. 
Pleven var född i Rennes i Bretagne och värnade om provinsens utveckling. 

## Utmärkelser
- Hermelinorden,  1972[8]
- Storkors av Ouissam Alaouite-orden
- Storkors av Dannebrogorden
- Riddare med storkors av Brittiska imperieorden
- Companion av Franska befrielseorden
- Storkorsriddare av Republiken Italiens förtjänstorden
- Storkorset av Oranien-Nassauorden
- Storofficer av Leopoldsorden
- Kommendör av Orden för sjöfartsförtjänster
- Miljon elefanter och vitt parasoll-orden

[Redigera Wikidata]